# Jakow Flier
Jakow Władimirowicz Flier, ros. Я́ков Влади́мирович Флие́р (ur. 8 października?/21 października 1912 w Oriechowie-Zujewie, zm. 18 grudnia 1977 w Moskwie) – rosyjski pianista.

## Życiorys
Studiował w Konserwatorium Moskiewskim u Siergieja Kozłowskiego i Konstantina Igumnowa. W 1935 roku zdobył I nagrodę na Wszechzwiązkowym Konkursie Muzycznym w Leningradzie, następnie występował w ZSRR, krajach europejskich, Stanach Zjednoczonych i Japonii. Zdobył I nagrodę na Międzynarodowym Konkursie Muzycznym w Wiedniu (1936) i III nagrodę na Konkursie Muzycznym im. Eugène’a Ysaÿe’a w Brukseli (1938). Od 1937 roku był wykładowcą Konserwatorium Moskiewskiego, od 1939 roku na stanowisku docenta, a od 1947 roku profesora. W 1963 roku otrzymał tytuł Ludowego Artysty ZSRR. Był wiceprzewodniczącym jury VII Międzynarodowego Konkursu Pianistycznego im. Fryderyka Chopina (1965).
Do jego uczniów należeli Bella Dawidowicz, Michaił Pletniow, Wiktoria Postnikowa, Rodion Szczedrin i Lew Własienko.